# 杰米·苏班迪
杰米·苏班迪（英語：Jamie Subandhi，1989年12月15日—），美國女子羽毛球運動員。畢業於加州大学洛杉矶分校。

## 簡歷
杰米·苏班迪自小加入加州的橙縣羽毛球俱樂部（Orange County Badminton Club），並且成為青年發展計劃的組員。2003年，13歲的苏班迪就代表美國參加泛美運動會羽毛球比賽，成為整個代表團最年輕的成員。
2007年，杰米·苏班迪代表美國參加泛美運動會羽毛球比賽，與陳桂雅合作贏得女子雙打銅牌。
2013年8月，杰米·苏班迪參加中國廣州舉行的世界羽毛球錦標賽，在比賽首日與周菲利浦出戰混合雙打項目，首圈就以0比2（10-21、16-21）負於韓國的申白喆/嚴惠媛出局。此外，她個人亦出戰女子單打項目，首圈因對手棄權而自動晉級，但在第二圈就以0比2（12-21、9-21）不敵15號種子、泰國的蓬迪·布拉那巴硕出局。
2014年8月，杰米·苏班迪參加丹麥哥本哈根舉行的世界羽毛球錦標賽，出戰女子單打項目，首圈就以1比2（20-22、23-21、16-21）不敵捷克的克里斯蒂娜·加文霍尔特出局。
2015年8月，杰米·苏班迪參加印尼雅加達舉行的世界羽毛球錦標賽，與周菲利浦合作出戰混合雙打項目，首圈就以0比2（20-22、22-24）不敵加拿大的吳駿義/亚历山德拉·布鲁斯出局。

### 2016年 里约奥运未出线
2016年8月， 杰米·苏班迪代表美国出戰巴西里約熱內盧舉行的奥林匹克运动会羽毛球比賽混合双打項目，與周菲利浦以15號種子身分出戰。在小組賽階段中，连续三场落败于韩国的高成炫/金荷娜、日本的數野健太/栗原文音和荷兰的雅高·阿伦斯/塞莱娜·皮克，最终未能以小组资格出线。

## 個人生活
杰米·苏班迪畢業於加州威斯敏斯特的拉昆塔高中（La Quinta High School (Aztecs)），在學期間成績優異，曾在2003-04學年維持4.0級點比的佳績，而獲頒「Golden Aztec Award」；此外，在高中四年期間，她每年都獲得運動員獎學金，又曾獲頒「High School All-American Award」。

## 主要比賽成績
只列出曾進入準決賽的國際賽事成績：
| 年份   | 賽事                         | 公開賽級別 | 項目     | 拍檔                 | 成績   |
| ------ | ---------------------------- | ---------- | -------- | -------------------- | ------ |
| 2007年 | 泛美運動會羽毛球比賽         | 其他       | 女子雙打 | 陳桂雅               | 銅牌   |
| 2007年 | 泛美洲青年羽毛球錦標賽       | 其他       | 混合團體 | －                   | 冠軍   |
| 2007年 | 泛美洲青年羽毛球錦標賽       | 其他       | 女子單打 | －                   | 冠軍   |
| 2007年 | 泛美洲青年羽毛球錦標賽       | 其他       | 女子雙打 | Vimla Phongasavithas | 亞軍   |
| 2007年 | 泛美洲青年羽毛球錦標賽       | 其他       | 混合雙打 | Jack Shu             | 季軍   |
| 2012年 | 巴西羽毛球國際賽             | 國際挑戰賽 | 女子單打 | －                   | 亞軍   |
| 2012年 | 巴西羽毛球國際賽             | 國際挑戰賽 | 混合雙打 | 周菲利浦             | 冠軍   |
| 2012年 | 泛美洲羽毛球錦標賽           | 其他       | 混合團體 | －                   | 亞軍   |
| 2012年 | 泛美洲羽毛球錦標賽           | 其他       | 女子單打 | －                   | 亞軍   |
| 2012年 | 泛美洲羽毛球錦標賽           | 其他       | 混合雙打 | 周菲利浦             | 季軍   |
| 2013年 | 秘魯羽毛球國際賽             | 國際挑戰賽 | 女子單打 | －                   | 準決賽 |
| 2013年 | 秘魯羽毛球國際賽             | 國際挑戰賽 | 混合雙打 | 周菲利浦             | 亞軍   |
| 2013年 | 大溪地羽毛球國際挑戰賽       | 國際挑戰賽 | 女子單打 | －                   | 準決賽 |
| 2013年 | 加拿大羽毛球國際挑戰賽       | 國際挑戰賽 | 女子單打 | －                   | 準決賽 |
| 2013年 | 巴西羽毛球國際賽             | 國際挑戰賽 | 女子單打 | －                   | 準決賽 |
| 2013年 | 巴西羽毛球國際賽             | 國際挑戰賽 | 混合雙打 | 周菲利浦             | 冠軍   |
| 2013年 | 泛美洲羽毛球錦標賽           | 其他       | 混合團體 | －                   | 亞軍   |
| 2013年 | 泛美洲羽毛球錦標賽           | 其他       | 女子單打 | －                   | 亞軍   |
| 2014年 | 秘魯羽毛球國際賽             | 國際挑戰賽 | 女子單打 | －                   | 準決賽 |
| 2014年 | 危地馬拉羽毛球國際賽         | 國際挑戰賽 | 混合雙打 | 周菲利浦             | 亞軍   |
| 2014年 | 雪梨羽毛球國際賽             | 國際挑戰賽 | 混合雙打 | 周菲利浦             | 準決賽 |
| 2014年 | 泛美洲羽毛球錦標賽           | 其他       | 混合團體 | －                   | 亞軍   |
| 2014年 | 泛美洲羽毛球錦標賽           | 其他       | 女子單打 | －                   | 季軍   |
| 2014年 | 泛美洲羽毛球錦標賽           | 其他       | 混合雙打 | 周菲利浦             | 亞軍   |
| 2014年 | 美國羽毛球國際賽             | 國際挑戰賽 | 女子單打 | －                   | 準決賽 |
| 2014年 | 美國羽毛球國際賽             | 國際挑戰賽 | 混合雙打 | 周菲利浦             | 亞軍   |
| 2014年 | 巴西羽毛球國際賽             | 國際挑戰賽 | 女子單打 | －                   | 準決賽 |
| 2015年 | 南方共同市場羽毛球國際挑戰賽 | 國際挑戰賽 | 混合雙打 | 周菲利浦             | 冠軍   |
| 2015年 | 秘魯羽毛球國際賽             | 國際挑戰賽 | 女子單打 | －                   | 準決賽 |
| 2015年 | 秘魯羽毛球國際賽             | 國際挑戰賽 | 混合雙打 | 周菲利浦             | 準決賽 |
| 2015年 | 泛美運動會羽毛球比賽         | 其他       | 女子單打 | －                   | 銅牌   |
| 2015年 | 泛美運動會羽毛球比賽         | 其他       | 混合雙打 | 周菲利浦             | 金牌   |
| 2015年 | 危地馬拉羽毛球國際賽         | 國際挑戰賽 | 混合雙打 | 周菲利浦             | 準決賽 |
| 2015年 | 雪梨羽毛球國際賽             | 國際挑戰賽 | 女子單打 | －                   | 準決賽 |
| 2015年 | 雪梨羽毛球國際賽             | 國際挑戰賽 | 混合雙打 | 周菲利浦             | 亞軍   |
| 2015年 | 智利羽毛球國際挑戰賽         | 國際挑戰賽 | 混合雙打 | 周菲利浦             | 冠軍   |
| 2015年 | 美國羽毛球大獎賽             | 大獎賽     | 混合雙打 | 周菲利浦             | 準決賽 |
| 2016年 | 巴西羽毛球國際賽             | 國際系列賽 | 混合雙打 | 周菲利浦             | 準決賽 |
| 2016年 | 大溪地羽毛球國際挑戰賽       | 國際挑戰賽 | 混合雙打 | 周菲利浦             | 亞軍   |
| 2016年 | 美國羽毛球國際挑戰賽         | 國際挑戰賽 | 女子單打 | －                   | 準決賽 |
| 2016年 | 美國羽毛球國際挑戰賽         | 國際挑戰賽 | 混合雙打 | 舒之顥               | 亞軍   |
| 2017年 | 泛美洲羽毛球錦標賽           | 其他       | 女子單打 | －                   | 季軍   |
| 2017年 | 加勒比地區羽毛球聯合會公開賽 | 國際系列賽 | 女子單打 | －                   | 冠軍   |
| 2018年 | 泛美洲羽毛球男女子團體錦標賽 | 其他       | 女子團體 | －                   | 亞軍   |
| 2018年 | 牙買加羽毛球國際賽           | 國際系列賽 | 女子單打 | －                   | 準決賽 |
| 2018年 | 牙買加羽毛球國際賽           | 國際系列賽 | 女子雙打 | 傑米·許              | 冠軍   |
| 2018年 | 巴西羽毛球國際賽             | 國際挑戰賽 | 女子雙打 | 雷切尔·洪德里克      | 冠軍   |

| 2007-2017年 | 首要超級賽 | 超級賽 | 黃金大獎賽 | 大獎賽 | 國際挑戰賽 | 國際系列賽 | 未來系列賽 | 其他 |

| 2018-2026年 | 總決賽 | 超級1000賽 | 超級750賽 | 超級500賽 | 超級300賽 | 超級100賽 | 國際挑戰賽 | 國際系列賽 | 未來系列賽 | 其他 |

### 奧運會和世錦賽參賽紀錄
|          | 搭檔      | 2005 | 2006 | 2007 | 2008 | 2009 | 2010 | 2011 | 2012 | 2013 | 2014 | 2015 | 2016       |
| -------- | --------- | ---- | ---- | ---- | ---- | ---- | ---- | ---- | ---- | ---- | ---- | ---- | ---------- |
| 女子單打 | －        | －   | －   | －   | －   | －   | －   | －   | －   | 32強 | 48強 | －   | －         |
|          |           |      |      |      |      |      |      |      |      |      |      |      |            |
| 女子雙打 | Cindy Shi | 64強 | －   | －   | －   | －   | －   | －   | －   | －   | －   | －   | －         |
| 女子雙打 | 陳桂雅    | －   | －   | 48強 | －   | －   | －   | －   | －   | －   | －   | －   | －         |
|          |           |      |      |      |      |      |      |      |      |      |      |      |            |
| 混合雙打 | 周菲利浦  | －   | －   | －   | －   | －   | －   | －   | －   | 48強 | 48強 | 48強 | 小組第四名 |